# LG Optimus L9
LG Optimus L9是LGOptimus L系列中的高階手機，是一台擁有觸控式螢幕、搭載Android4.0版本的智能手機，繼承LG Optimus L7，在2012年10月31日推出。該手機比L7有更強的規格及功能，如全高清1080p錄影、螢幕解析度提高、RAM增至1GB及雙核處理器等等，而該手機可升級至4.1版本的Android。

## 變種
LG Optimus L9 有多個型號（P760、P765、P768及P769），以滿足不同地區的市場，其功能及規格亦略有不同。各款均有NFC功能，唯P765則沒有。P768更升級至八百萬像素的相機，而P769則只有4.5吋螢幕及改用德州儀器1GHz OMAP 4430的中央處理器。